# Parafia Miłosierdzia Bożego w Palikówce
Parafia Miosierdzia Bożego w Palikówce – parafia rzymskokatolicka znajdująca się w diecezji rzeszowskiej w dekanacie Rzeszów Wschód. Erygowana w dniu 25 czerwca 2000 roku dekretem biskupa rzeszowskiego Kazimierza Górnego.
Kościół parafialny, murowany, został zbudowany w latach 2000-2009, konsekrowany 25 czerwca 2009 r. przez biskupa Kazimierza Górnego.
Mieszkańcy parafii:
- mieszkańców - 1200
- wiernych - 1198
- innowierców - 1
- niewierzących - 0

## Proboszczowie parafii
| Lata         | Proboszcz             |
| ------------ | --------------------- |
| 2000–obecnie | ks. Kazimierz Gawełda |